# Guillermo
Guillermo is de Spaanse variant van de jongensnaam Willem. De naam wordt soms afgekort tot "Guille".

## Bekende naamdragers
- Guillermo Almada, Uruayaans voetballer en voetbalcoach
- Guillermo Bedward, Spaanse/Britse jeugd acteur
- Guillermo Cañas, Argentijns tennisser
- Guillermo Coria, Argentijns tennisser
- Guillermo Endara, Panamees jurist en politicus
- Guillermo Franco, Argentijns voetballer
- Guillermo Martínez, Argentijns volleyballer
- Guillermo Mordillo, Argentijns cartoonist
- Guillermo Ochoa, Mexicaans doelman
- Guillermo Rodriguez, Mexicaans televisiepersoonlijkheid, bekend als sidekick van Jimmy Kimmel.
- Guillermo del Toro, Mexicaans filmregisseur
- Guillermo Vilas, Argentijns tennisser

## Bekende dragers van de achternaam Guillermo
- Jorge Guillermo, ex-echtgenoot van prinses Christina der Nederlanden